# Gare de Tsudanuma
La gare de Tsudanuma (津田沼駅, Tsudanuma-eki) est une gare ferroviaire de la ville de Narashino dans la préfecture de Chiba au Japon. La gare est desservie par les lignes Chūō-Sōbu et Sōbu de la JR East.

## Situation ferroviaire
La gare de Tsudanuma est située au point kilométrique (PK) 26,7 de la ligne Sōbu.

## Histoire
La gare a été inaugurée le 21 septembre 1895.

## Services aux voyageurs

### Accès et accueil
La gare dispose d'un bâtiment voyageurs, avec guichet, ouvert tous les jours.

### Desserte
- Ligne Sōbu :
  - voies 1 et 2 : direction Chiba
  - voies 2 et 3 : direction Tokyo (interconnexion avec la ligne Yokosuka pour Yokohama et Yokosuka)
- Ligne Chūō-Sōbu :
  - voie 4 : direction Chiba
  - voies 5 : direction Nishi-Funabashi, Shinjuku et Mitaka. (interconnexion avec la ligne Tōzai pour Otemachi, Iidabashi et Takanobaba)
  - Voie 6 : direction Nishi-Funabashi, Shinjuku et Mitaka

### Intermodalité
La gare de Shin-Tsudanuma (ligne Shin-Keisei) est adjacente.